# Patinação artística nos Jogos Olímpicos de Inverno de 2010
As competições de patinação artística nos Jogos Olímpicos de Inverno de 2010 foram realizadas no Pacific Coliseum. Os quatro eventos ocorreram entre 14 e 25 de fevereiro.

## Calendário
| Fevereiro           | 12 | 13 | 14 | 15 | 16 | 17 | 18 | 19 | 20 | 21 | 22 | 23 | 24 | 25 | 26 | 27 | 28 |
| ------------------- | -- | -- | -- | -- | -- | -- | -- | -- | -- | -- | -- | -- | -- | -- | -- | -- | -- |
| Patinação artística |    |    |    | 1  |    |    | 1  |    |    |    | 1  |    |    | 1  |    |    |    |

|  | Dia de competição |  | Dia de final |  | Apresentação de gala |

## Eventos
- Individual feminino
- Individual masculino
- Duplas
- Dança no gelo

## Medalhistas
| Evento                        | Ouro                               | Prata                                        | Bronze                                       |
| ----------------------------- | ---------------------------------- | -------------------------------------------- | -------------------------------------------- |
| Individual feminino detalhes  | Kim Yuna KOR Coreia do Sul         | Mao Asada JPN Japão                          | Joannie Rochette CAN Canadá                  |
| Individual masculino detalhes | Evan Lysacek USA Estados Unidos    | Evgeni Plushenko RUS Rússia                  | Daisuke Takahashi JPN Japão                  |
| Duplas detalhes               | Shen Xue Zhao Hongbo CHN China     | Pang Qing Tong Jian CHN China                | Aliona Savchenko Robin Szolkowy GER Alemanha |
| Dança no gelo detalhes        | Tessa Virtue Scott Moir CAN Canadá | Meryl Davis Charlie White USA Estados Unidos | Oksana Domnina Maxim Shabalin RUS Rússia     |

## Quadro de medalhas
| Ordem | País               | Medalha de ouro | Medalha de prata | Medalha de bronze |    | Ordem por total |
| ----- | ------------------ | --------------- | ---------------- | ----------------- | -- | --------------- |
| 1     | CHN China          | 1               | 1                |                   | 2  | 1               |
| 1     | USA Estados Unidos | 1               | 1                |                   | 2  | 1               |
| 3     | CAN Canadá         | 1               |                  | 1                 | 2  | 1               |
| 4     | KOR Coreia do Sul  | 1               |                  |                   | 1  | 6               |
| 5     | JPN Japão          |                 | 1                | 1                 | 2  | 1               |
| 5     | RUS Rússia         |                 | 1                | 1                 | 2  | 1               |
| 7     | GER Alemanha       |                 |                  | 1                 | 1  | 6               |
| TOTAL | TOTAL              | 4               | 4                | 4                 | 12 | —               |